# Svart karp
Svart karp (Mylopharyngodon piceus) är en karpfisk från Kina som importerats till andra länder för att användas i fiskodlingar.
Utbredningsområdet sträcker sig från Amurflodens avrinningsområde till Xiflodens avrinningsområde. Troligtvis är även populationer i Japan och på Taiwan ursprungliga. Svart karp hittas vanligen i vattendrag och insjöar med klart vatten.
Hannar och honor vandrar till flodernas övre lopp före äggläggningen. Individerna fortplantar sig för första gången när de är 6 till 11 år gamla. Honor är vid tidpunkten cirka 100 cm lång och väger ungefär 15 kg. Hannar fortplantar sig när de är cirka 90 cm långa och 11 kg tunga. Honan lägger 700 000 till 800 000 ägg per tillfälle. Larverns börjar äta zooplankton och de byter sedan till vattenlevande insekter. När de blir 12 cm långa har de snäckor och andra blötdjur som föda.
Beståndet hotas av överfiske, av dammbyggnader och av vattenföroreningar. Populationens storlek är inte känd. IUCN listar arten med kunskapsbrist (DD).